# Суржик Володимир Андрійович
Володимир Андрійович Суржик (? — ?) — український радянський діяч, залізничник, машиніст паровозного депо станції Коростень Житомирської області. Депутат Верховної Ради УРСР 4-го скликання.

## Біографія
Народився в родині залізничника. Закінчив школу фабрично-заводського навчання. Кілька років працював помічником машиніста депо Коростеня.
З 1936 по 1941 рік — машиніст паровозного депо станції Коростень Південно-Західної залізниці Житомирської області.
Під час німецько-радянської війни перебував у евакуації в східних районах СРСР, працював машиністом станції Картали Південно-Уральської залізниці.
З 1944 року — машиніст паровозного депо станції Коростень Південно-Західної залізниці Житомирської області.

## Нагороди та відзнаки
- орден Трудового Червоного Прапора
- медаль «За трудову доблесть»
- медаль «За доблесну працю у Великій Вітчизняній війні 1941—1945 рр.»
- медалі